# 龙脊镇
龙脊镇，是中华人民共和国广西壮族自治区桂林市龙胜各族自治县下辖的一个乡镇级行政单位。原为和平乡，2014年改为镇建制，更名龙脊镇。

## 行政区划
龙脊镇下辖以下地区：
和平村、大柳村、白水村、岳武村、摆岭村、白石村、金江村、龙脊村、平安村、黄江村、马海村、中六村、大寨村、小寨村和江柳村。

## 中国传统村落
2012年，和平村被评为首批“中国传统村落”。